# Annie de Jong-Zondervan
Annie de Jong-Zondervan (Oldeboorn, 10 september 1907 – Leeuwarden, 14 oktober 1972) was een Nederlandse atlete, die zich had toegelegd op het hordelopen. Zij was de eerste Nederlandse die de 80 m horden op de kaart zette, niet alleen nationaal, maar ook internationaal, veroverde in 1929 de allereerste nationale titel op dit onderdeel en was ook de eerste die het Nederlandse record vestigde. Daarnaast was zij een goede kortebaanschaatsster.

## Biografie

### Allereerste beste wereldprestatie
De Friezin Annie de Jong-Zondervan, lid van de Huizumse turn- en atletiekvereniging Quick, liep in 1926 in Dronrijp de 80 m horden in 13,3 s. In de World Women’s Athletics 100 Best Performers Year List 1926-1962 uit 2010 van de Brits/Poolse statistici John Brant en Janusz Waśko wordt die prestatie vermeld als de beste wereldprestatie van dat jaar. Tot een officiële erkenning hiervan kwam het echter nog niet. De in april 1921 in Monte Carlo onder auspiciën van de Fédération Sportive Fémine Internationale (FSFI) officieel van start gegane vrouwenatletiek kende in de begintijd nog tal van voetangels en klemmen. Startmethodes en hordenhoogtes verschilden, het aantal klokken waarmee de tijden werden geregistreerd, varieerde, etc. Pas in september 1926 kwam de FSFI op haar internationale congres in Göteborg tot standaardisatie van de regels. Het feit dat Nederland zich pas in 1928 bij de FSFI aansloot, zal er mee te maken hebben dat het allereerste nationale record van De Jong-Zondervan van 13,4 s uit 1929 stamt.

### Twee nationale titels
Met uitzondering van 1927 was De Jong-Zondervan echter steevast in de top van de wereldranglijst te vinden, dus toen zij in 1929 haar eerste nationale record eenmaal had gevestigd, verbeterde zij dit nog in datzelfde jaar via 12,7, gelopen tijdens een interlandwedstrijd in Gouda, tot 12,6 op 1 september in Leiden. Het was dat jaar de vijfde snelste tijd ter wereld. 1929 was trouwens het meest succesvolle jaar in haar carrière, want De Jong-Zondervan veroverde ook de eerste van twee nationale titels.  Bovendien maakte zij deel uit van het vrouwenteam op de 4 x 100 m estafette dat tijdens de interland tegen België in Maastricht het allereerste officiële nationale record vestigde. Samen met Bets ter Horst, Lies Aengenendt en Rie Briejer kwam zij daar tot een tijd van 51,4. Dit record hield een kleine twee jaar stand.

### ENDAT
Annie de Jong-Zondervan maakte, naast haar sportieve activiteiten, deel uit van de in april 1929 opgerichte Eerste Nederlandsche Dames Athletiek Toerclub (ENDAT). Deze organisatie had als voornaamste doel om de reizen van Nederlandse atletes naar buitenlandse wedstrijden mogelijk te maken, iets waartoe de KNAU niet in staat bleek. Bovendien maakte de ENDAT zich sterk voor de atletiekbeoefening van vrouwen in het algemeen, omdat er in die tijd onvrede onder de vrouwen heerste over de geringe aandacht die zij binnen de KNAU kregen.

### J.D. de Jongpenning
Naast haar atletiekprestaties kreeg Annie de Jong-Zondervan vooral in Friesland ook bekendheid door haar prestaties als kortebaanschaatsster. Geruchtmakend waren de wedstrijden die zij in de winters van eind jaren twintig reed tegen Martha Hemminga. Over de titanengevechten die dat opleverde werd in Friesland nog weken nagepraat.
In later jaren werd zij door de Koninklijke Vereniging De Friesche Elf Steden voor haar verdiensten voor de schaatssport onderscheiden met de J.D. de Jongpenning.

## Nederlandse kampioenschappen
| Onderdeel | Jaar |
| --------- | ---- |

## Persoonlijke records
| Onderdeel   | Prestatie      | Datum            | Plaats |
| ----------- | -------------- | ---------------- | ------ |
| 80 m horden | 12,6 s (ex-NR) | 1 september 1929 | Leiden |
| verspringen | 5,36 m         | 1928             |        |

## Palmares

### 80 m horden
- 1929:  NK – 12,6 s (NR)
- 1929:  Interl. Ned. - Duitsland – 12,7 s (NR)
- 1929:  Interl. Ned. België – 13,0 s
- 1930:  NK – 12,8 s

### verspringen
- 1929:  NK – 5,32 m
- 1929:  Interl. Ned. - Duitsland – 5,09 m
- 1929:  Interl. Ned. België – 4,975 m
- 1930:  NK – 4,865 m

### 4 x 100 m
- 1929:  Interl. Ned. België – 51,4 s (NR)